# Ellen Hancock
Ellen Mooney Hancock es una directora de tecnología de los Estados Unidos que ha trabajado para IBM y Apple, entre otros.

## Trayectoria
Hancock nació en el Bronx, Nueva York y creció en Westchester. Se graduó en la Universidad de New Rochelle y obtuvo el grado máster en matemáticas de la Universidad Fordham.
Entre los usuarios de PC es más conocida por su permanencia de 29 años en IBM, donde alcanzó la posición de vicepresidente sénior a cargo del hardware de red y el software. Estuvo a cargo de la división de hardware para la red durante la primera mitad de los 90', a la vez que se producían pérdidas de dos dígitos en cuota de mercado año tras año. (La misma división fue finalmente vendida a Cisco en 1999.) Ella fue también miembro del Comité Ejecutivo Corporativo de IBM y el Consejo de Administración Mundial de IBM.
En septiembre de 1995 Hancock comenzó en National Semiconductor como Vicepresidente Ejecutivo y Directora de Operaciones (COO), después de ser tentada desde IBM por Gil Amelio. Trabajó estrechamente con Amelio para conseguir que National Semiconductor fuera rentable. Durante esa etapa, Hancock trabajó con CompactRISC, de National, que fue el precursor del exitoso microcontrolador ARM7 de la arquitectura computacional.
Poco tiempo después, Amelio lo dejó para asumir como CEO en Apple Computer, y en julio de 1996 la contrató para unirse a él.
En Apple asumió la función de Jefe de Tecnología en medio de los problemas de la nueva generación del proyecto del sistema operativo Copland (OS). Ella fue en gran parte la responsable de la decisión de cancelar Copland. Para reemplazarlo, Hancock favoreció el sistema operativo Sol Microsystems Solaris por sobre NeXT Inc.'s NeXTSTEP, y estuvo en contra de una eventual compra de NeXT. Incluso después de que el trato estuvo cerrado, quiso utilizar al menos el núcleo (kernel) de Solaris. Con NeXT llegó Steve Jobs, quién públicamente la satirizó en varias ocasiones llamándola una "bozo" (incompetente). Cuándo el consejo de administración de Apple despidió a Amelio, Jobs reorganizó la compañía que dejando a Hancock con una función reducida a cargo de garantía de calidad a la vez que exejecutivos de NeXT coparon muchas posiciones en Apple. Ella renunció rápidamente.
Después de Apple, Hancock asumió como CEO en Exodus Communication en marzo de 1998 y llegó a ser Presidente de la Junta en el año 2000. Exodus estableció un récord del Nasdaq con 19 trimestres consecutivos de crecimiento del 40% de los ingresos trimestrales. En 2000, los $29 mil millones de capitalización bursátil superó incluso a su exempleador, Apple Ordenador. Aun así, en 2001 la compañía fue parte del estallido de la burbuja puntocom, las acciones se desplomaron y Hancock dio un paso atrás como CEO en septiembre de 2001. La compañía se declaró en bancarrota ese mismo mes, seguido de una compra de acciones por Cable & Wireless en febrero de 2002. Más recientemente, Savvis Comunications adquirieron activos relacionados de C&W en noviembre de 2004.
Hancock fue Presidente, Jefe de Operaciones, y secretaria de la junta de Acquicor, una compañía que ella fundó con Gil Amelio, el anterior CEO de Apple anterior-CEO y Steve Wozniak, cofundador de Apple, La compañía sirve como compañía tenedora de 'cheque en blanco'. Más recientemente, Acquicor adquirió Semiconductor de Jazz. Hancock dimitió el 7 de julio de 2007.
Hancock es miembro de las Juntas de varias compañías, academias e instituciones sin ánimo de lucro, entre las que se incluyen Aetna, Colgate-Palmolive, Sistemas de Dato Electrónico, Ripcord Redes, Marist Universidad, Universidad de Santa Clara, y el Pacific Consejo en Política Internacional.